# Ван Эйк, Гаспар
Гаспар, или Каспер ван Эйк (нидерл. Gaspar, Casper van Eyck; 6 февраля 1613, Антверпен — до декабря 1674, Брюссель) — фламандский живописец, маринист. Работал в Антверпене и некоторое время в Генуе и Мадриде.

## Биография
Ван Эйк родился в Антверпене в семье портного Николаса ван Эйка Старшего (? —1656), родом из Льежа, и Йоханны Рос (? —1656). Крещён 6 февраля 1613 года. У него были сестра и три брата, из которых Николас Младший (1617—1679) стал художником конных и батальных сцен, пейзажей и портретов. Гаспар был дядей пейзажиста Яна Карела ван Эйка (сына Николаса Младшего). Сам Гаспар ван Эйк никогда не был женат.
Гаспар ван Эйк был зарегистрирован в Гильдии Святого Луки в Антверпене в качестве ученика выдающегося художника-мариниста Андриса ван Эртфельта, у которого он начал обучение в 1625 году. В 1632—1633 годах ван Эйк стал мастером Гильдии.
В 1632 году он отправился в Геную, где стал сотрудничать с фламандским художником и торговцем произведениями искусства Корнелисом де Валем. Де Валь и его брат Лукас в 1628 году основали в Генуе мастерскую, которая стала центром колонии фламандских художников, проживавших в городе или проезжавших через него. Андрис ван Эртфельт также работал в Генуе с братьями де Валь в период 1628—1630 годов.
В 1649—1650 годах Гаспар ван Эйк некоторое время работал при королевском дворе в Мадриде, вероятно, вместе с фламандским художником Жаном Дюкампом, или Джованни ди Филиппо дель Кампо; многие картины они писали совместно. Гаспар вернулся в Антверпен в 1656 году, а затем в том же году переехал в Брюссель. Здесь он оставался до своей смерти в 1673 году. Считается, что он страдал психическим заболеванием, а его брат Хендрик, который был священнослужителем, был его опекуном после смерти их родителей.

## Творчество
Картины Гаспара ван Эйка охватывают весь спектр «морской живописи», включая морские сражения, штормы, кораблекрушения, виды кораблей на реках, в прибрежных водах и портах. Он писал различные типы кораблей, в том числе турецкие галеры с турецкими фигурами.
Он работал в традиции фламандского маньеризма своего учителя Андриса ван Эртфельта. Его картины, как правило, небольшого размера, с крошечными фигурками, принимающими разнообразные позы. Воздух и вода приобретают в его работах размытость и прозрачность, создавая впечатление некоторой незавершённости. Ван Эйк тесно сотрудничал с Джованни ди Филиппо дель Кампо, который добавлял фигурки к пейзажам. Находясь в Испании, ван Эйк и дель Кампо работали по заказам фламандских коллекционеров в Мадриде, таких как герцог Арсхот, который щедро платил и способствовал распространению картин художников в Испании.
Три картины Гаспара ван Эйка находятся в музее Прадо в Мадриде. В королевскую коллекцию они попали только в XVIII веке, через собрание короля Карла IV. Две из них датированы 1649 годом, что позволяет предположить наличие произведений художника в Испании с XVII века. В этих картинах Гаспар ван Эйк показывает своё знание южноевропейской живописи, как в итальянизации некоторых деталей, так и в определённых заимствованиях из работ Клода Лоррена и аллюзий живописи Рафаэля.

## Галерея

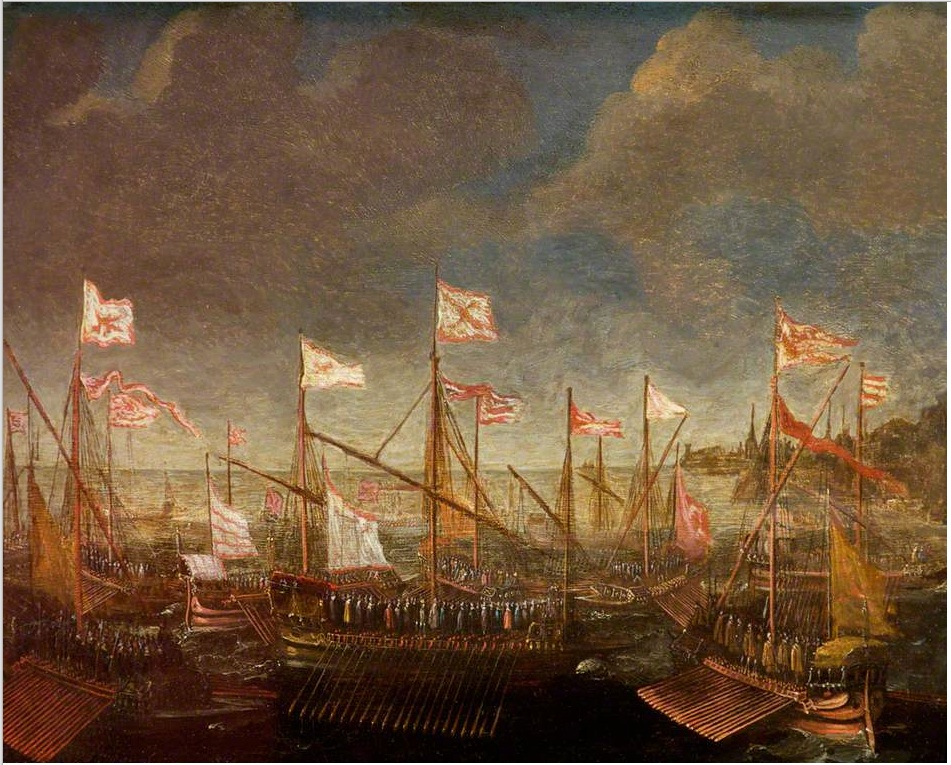
Средиземноморский пейзаж с галерами. Между 1628 и 1673. Холст, масло. Тэбли-хаус, Чешир, Англия
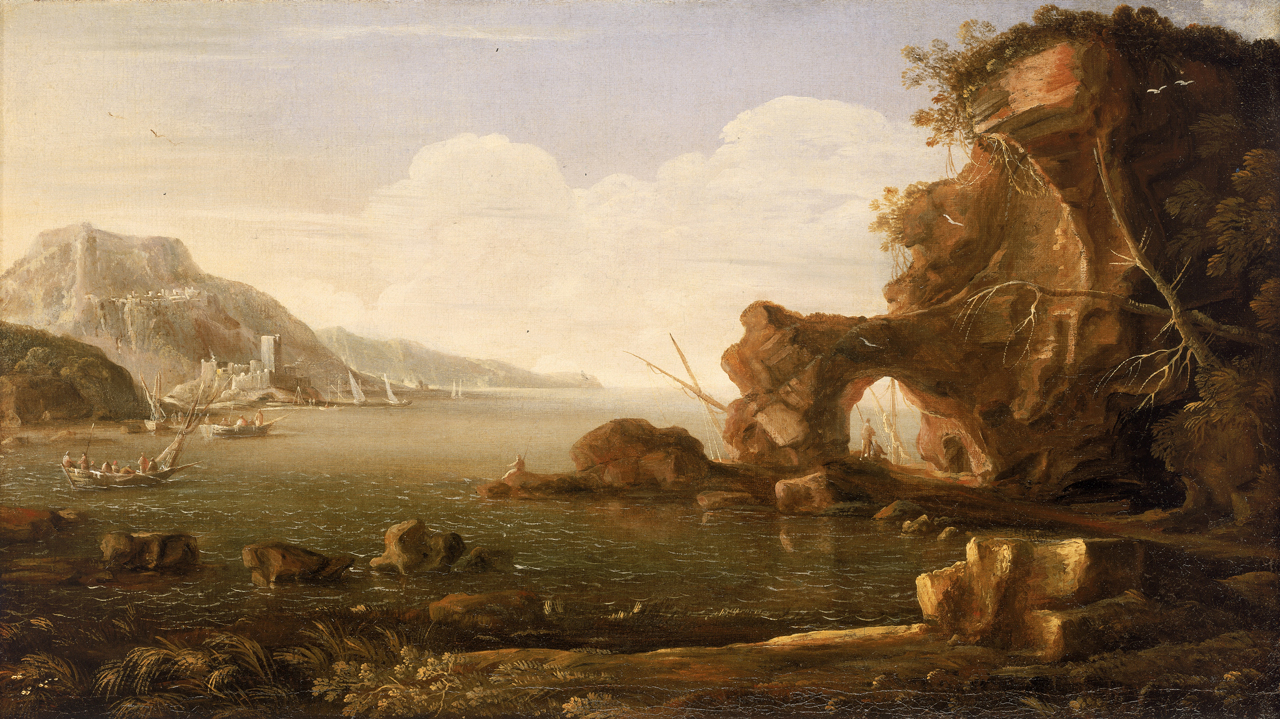
Средиземноморская сцена. Между 1620 и 1640. Холст, масло. Национальный морской музей, Гринвич, Лондон
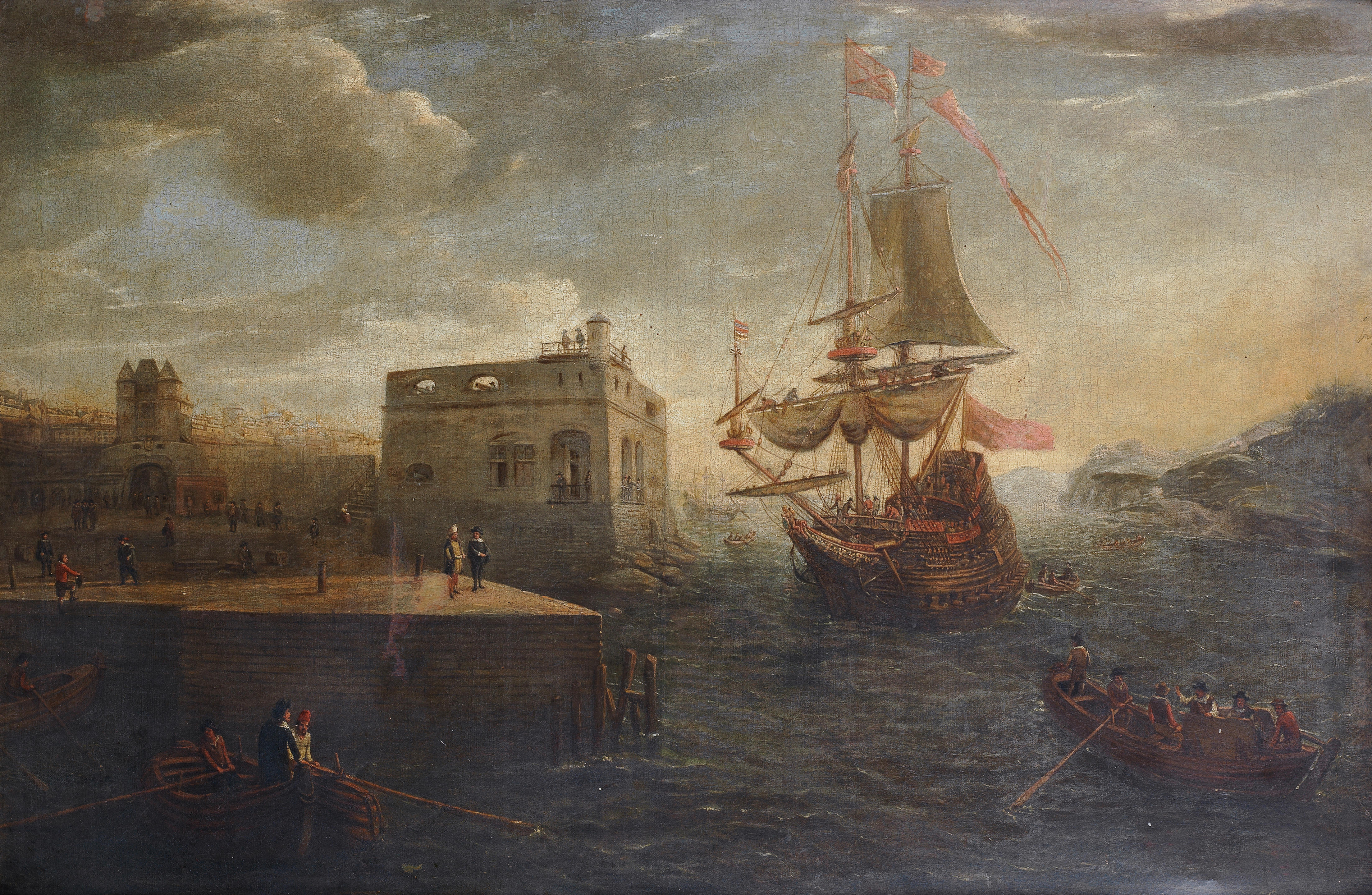
Сцена в порту с художником, рисующим сидя в маленькой лодке. Между 1632 и 1673. Холст, масло. Частное собрание
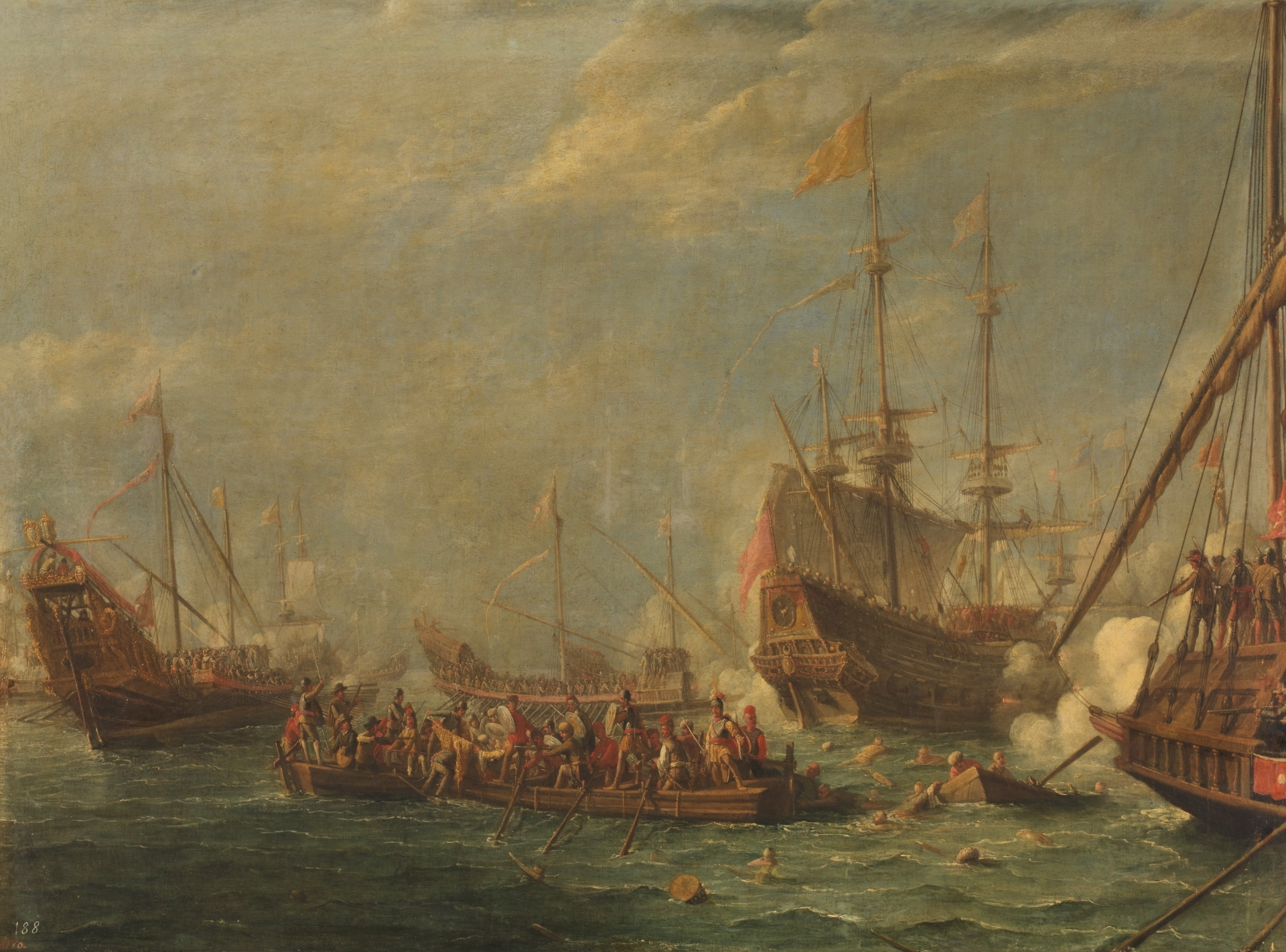
Морское сражение между турками и мальтийцами. 1649. Холст, масло. Прадо, Мадрид
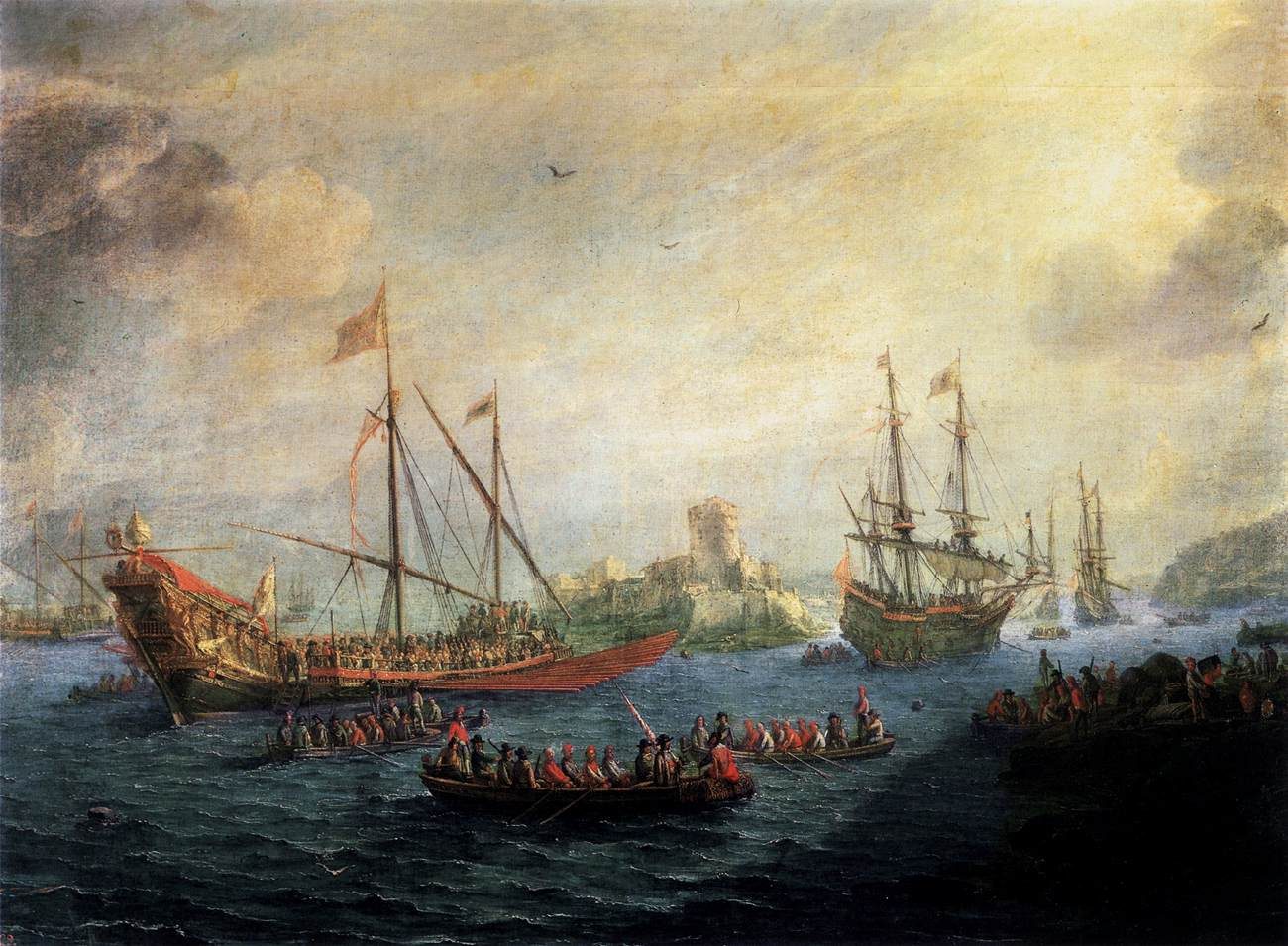
Морской пейзаж. Ок. 1650. Холст, масло. Прадо, Мадрид
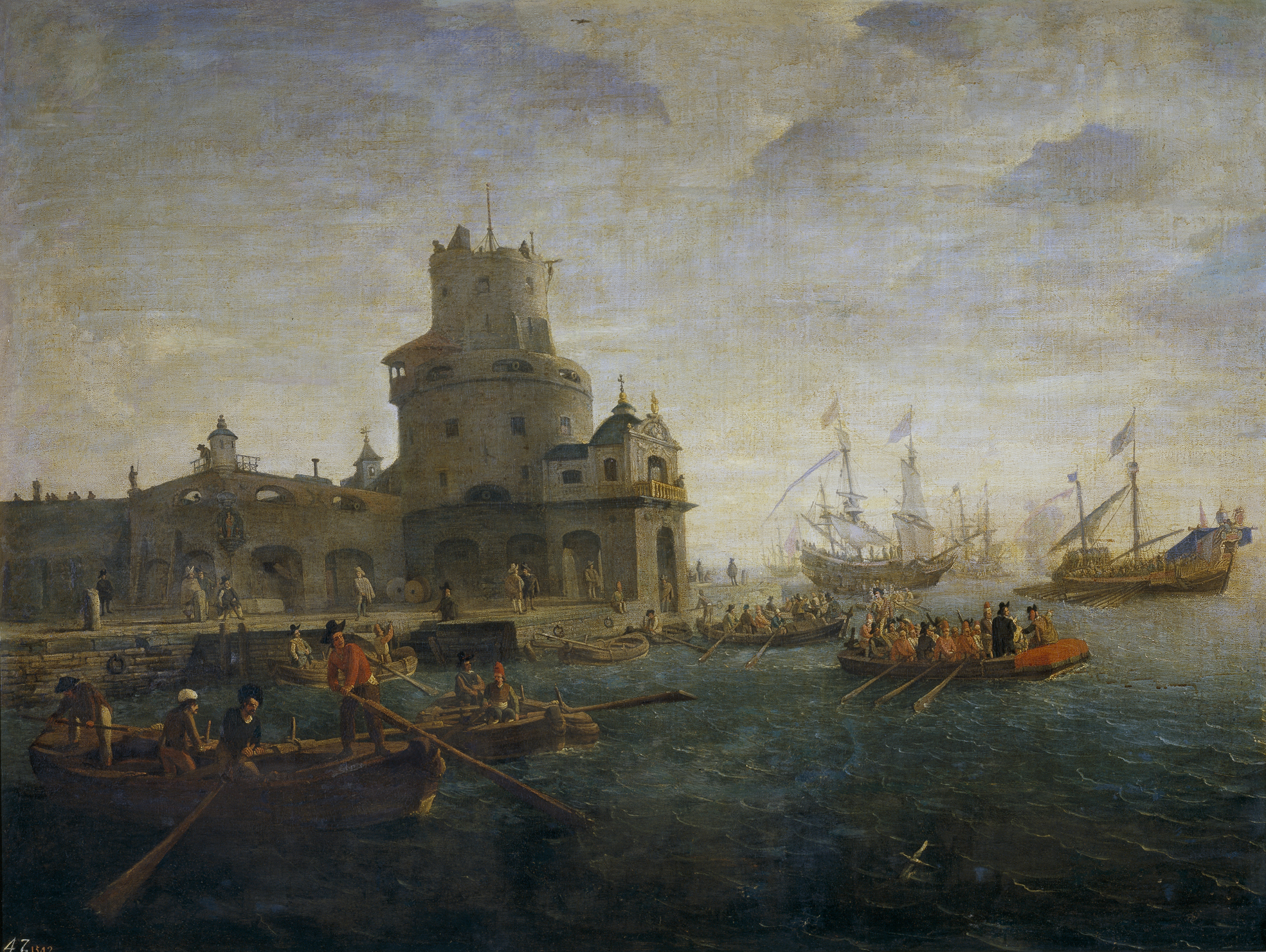
Марина. 1649. Холст, масло. Прадо, Мадрид